# Italienische Grammatik
Dieser Artikel behandelt die der italienischen Grammatik zugrundeliegenden Verben und Substantive sowie die Syntax der italienischen Sprache.

## Das italienische Verb
Die italienische Sprache hat innerhalb ihres Verbsystems vieles vom flektierenden Charakter des Lateins bewahrt, jedoch, wie fast alle europäischen Sprachen, viele agglutinierende und isolierende Elemente aufgenommen. Das italienische Verb drückt in finiten Formen drei Zeitstufen mit den entsprechenden vorzeitlichen Tempora, zwei Aspekte (zusätzlich eine Verlaufsform), drei Personen, die Numeri Singular und Plural sowie die Genera verbi Aktiv und Passiv aus und bildet die vier Modi Indikativ, Konjunktiv, Konditional und Imperativ. Bei zusammengesetzten Formen wird unter bestimmten Bedingungen auch das Genus des Subjekts oder des direkten Objekts unterschieden.
Zu den infiniten Formen der Verben gehören Infinitiv, ein Partizip Perfekt Passiv, ein (nicht mehr produktives, aber noch existentes) Partizip Präsens Aktiv sowie das Gerundium.
Einige der Formen werden morphologisch gebildet, andere durch Hilfsverben, also syntaktisch. Die italienische Grammatik unterscheidet so zwischen „einfachen“ (tempi semplici) und „zusammengesetzten Tempora“ (tempi composti).

### Übersicht über die Verbformen
Finite Verbformen
|               | tempi semplici       | tempi composti               | tempi semplici | tempi composti            | tempi semplici | tempi composti                | tempi semplici | tempi composti |
| ------------- | -------------------- | ---------------------------- | -------------- | ------------------------- | -------------- | ----------------------------- | -------------- | -------------- |
|               | Indikativ            | Indikativ                    | Konjunktiv     | Konjunktiv                | Konditional    | Konditional                   | Imperativ      | Imperativ      |
| Gegenwart     | Präsens              | *                            | Präsens        | *                         | Präsens        | *                             | Präsens        | *              |
| Vergangenheit | *                    | Zusammengesetztes Perfekt    | *              | Zusammengesetztes Perfekt | *              | Zusammengesetztes Konditional | *              | *              |
| Vergangenheit | Imperfekt            | Plusquamperfekt              | Imperfekt      | Plusquamperfekt           | *              | *                             | *              | *              |
| Vergangenheit | Historisches Perfekt | Historisches Plusquamperfekt | *              | *                         | *              | *                             | *              | *              |
| Zukunft       | Futur I              | Futur II                     | *              | *                         | *              | *                             | *              | *              |

Infinite Verbformen
|               | tempi semplici | tempi composti | tempi semplici | tempi composti | tempi semplici | tempi composti |
| ------------- | -------------- | -------------- | -------------- | -------------- | -------------- | -------------- |
|               | Infinitiv      | Infinitiv      | Partizip       | Partizip       | Gerundium      | Gerundium      |
| Gegenwart     | Präsens        | *              | Präsens Aktiv  | *              | Präsens        | *              |
| Vergangenheit | *              | Perfekt        | *              | Perfekt Passiv | *              | Perfekt        |

Die mit * gekennzeichneten Tempuskombinationen existieren in der italienischen Grammatik nicht.

### Verwendung der Modi und Tempora

#### Indikativ(indicativo)
Der Indikativ wird verwendet, um tatsächliche, unzweifelhafte Vorgänge zu beschreiben.

##### Präsens(presente)
Man verwendet das presente
- um ein tatsächliches Ereignis in der Gegenwart zu beschreiben:

Vado ad ascoltare un concerto di Michelangelo. – „Ich gehe mir ein Konzert von Michelangelo anhören.“
- um eine Gewohnheit zu beschreiben:

Di domenica vado a mezzogiorno dalla nonna. – „Sonntags gehe ich mittags zur Oma.“
- um etwas zu beschreiben, das immer wahr ist:

Il sole sorge a Oriente. – „Die Sonne geht im Osten auf.“
- um Fakten der Vergangenheit mit Unmittelbarkeit zu erzählen (historisches Präsens):

Allora vedo un cane che abbaia ad un uccello. – „Dann sehe ich einen Hund, der einen Vogel anbellt.“
- um ein Ereignis der näheren Zukunft auszudrücken, meist in Zusammenhang mit einer adverbialen Zeitangabe:

Domani vengo a trovarti. – „Morgen komme ich dich besuchen.“

##### Zusammengesetztes Perfekt(passato prossimo)
Das zusammengesetzte Perfekt beschreibt einen punktuellen, als abgeschlossen betrachteten Vorgang der Vergangenheit, beinhaltet also den perfektiven Aspekt. Es ist im gesprochenen Italienisch besonders des Nordens, nicht jedoch des Südens die hauptsächliche Vergangenheitsform.
Mia madre ha sposato mio padre all'età di 25 anni. – „Meine Mutter hat meinen Vater im Alter von 25 Jahren geheiratet.“
Sono stato quattro volte in Italia. – „Ich war vier Mal in Italien.“
Häufig wird auch das noch gegenwärtige Ergebnis des Vorgangs aus der Vergangenheit betont:
Adesso ho già mangiato. – „Jetzt habe ich schon gegessen.“

##### Futur I(futuro semplice)
Das einfache Futur beschreibt einen Vorgang in der Zukunft:
Il prossimo mese andrò a lavorare al supermercato. – „Im nächsten Monat werde ich im Supermarkt arbeiten.“
Es wird – ähnlich wie im Deutschen – auch zum Ausdruck einer Vermutung verwendet:
Sarà pure ricco, ma quanto è brutto! – „Er wird zwar reich sein, aber wie hässlich er ist!“
Mi scuserà … – „Sie werden mich entschuldigen …“

##### Futur II(futuro anteriore)
Das Futur zwei drückt die Vorzeitigkeit eines zukünftigen Vorgangs vor einem anderen Vorgang aus der Zukunft aus:
Vedrai la televisione dopo che avrai fatto i compiti. – „Du wirst fernsehen, nachdem du die Hausaufgaben gemacht haben wirst.“
Auch zum Ausdruck einer Vermutung, die sich auf die nahe Vergangenheit bezieht, gebraucht man das Futur II:
Avrà dimenticato il nostro appuntamento. – „Er wird unsere Verabredung vergessen haben.“

##### Imperfekt(imperfetto)
Das Imperfekt beschreibt ein Ereignis der Vergangenheit, das nicht als Ganzes, als abgeschlossen, sondern als Zustand betrachtet wird. Es beinhaltet also den imperfektiven Aspekt, wobei die Handlung als unvollständig dargestellt wird. Man verwendet das imperfetto
- für die Beschreibung eines Zustands in der Vergangenheit, es ist das klassische Erzähltempus für Beschreibungen:

Michele era biondo, con gli occhi azzurri, e alto come un albero. – „Michele war blond, blauäugig und groß wie ein Baum.“
- für ein gerade andauerndes Ereignis (durativ):

Mentre ascoltavo il compact, leggevo il giornale – „Während ich die CD hörte, las ich die Zeitung.“
- für ein gewöhnlich stattfindendes (habituativ) oder sich regelmäßig wiederholendes Ereignis (iterativ):

Ogni mattina mangiava due uova. – „Jeden Morgen aß er zwei Eier.“
Die Unterscheidung des Verbalaspekts ist für das italienische Verbsystem wesentlich. Einige Verben verändern ihre Bedeutung entscheidend in den unterschiedlichen Tempusformen, zum Beispiel das Verb sapere („wissen“):
Imperfekt: Sapevo che aveva tanti problemi. – „Ich wusste, dass er viele Probleme hatte.“
Perfekt: Ho saputo che ha tanti problemi – „Ich habe erfahren, dass er viele Probleme hat.“
Das Imperfekt wird zunehmend auch bei Modalverben in Höflichkeitsformen oder anstelle des Konditionals Perfekt gebraucht:
Volevo chiedere … – „Ich wollte fragen …“
Dovevo nascere ricco, io! – „Ich sollte reich geboren worden sein!“

##### Plusquamperfekt(trapassato prossimo)
Das Plusquamperfekt ist das Tempus der Vorvergangenheit. Es drückt Ereignisse aus, die sich vor bereits Vergangenem ereignet haben:
Quando aveva vinto il concorso, era molto fiero – „Als er den Wettbewerb gewonnen hatte, war er sehr stolz.“

##### Historisches Perfekt(passato remoto)
Das historische Perfekt hat sich als morphologisch gebildete Form aus dem lateinischen Perfekt entwickelt. Es drückt – wie das zusammengesetzte Perfekt – abgeschlossene Handlungen der Vergangenheit aus, allerdings ohne jeden Gegenwartsbezug. Dabei kann auch die ingressive Aktionsart ausgedrückt werden, also der Beginn eines Zustands. Es ist die hauptsächliche Erzählzeit der Literatur. In Norditalien geht sein Gebrauch in der Alltagssprache zurück und ist vom Bildungsstand abhängig; im Süden des italienischen Sprachgebiets ist es jedoch sowohl in der Umgangssprache wie auch in den Dialekten in vollem Gebrauch.
Romolo nacque tanto tempo fa. – „Romulus wurde vor langer Zeit geboren.“
E così fu fatto. – „Und so wurde es gemacht (und so geschah es).“
Auch hier ergeben sich deutliche Bedeutungsunterschiede zu den anderen Tempora der Vergangenheit:
Historisches Perfekt: Lo conobbi vent’anni fa. – „Ich lernte ihn vor 20 Jahren kennen (und habe nun keinen Kontakt mehr).“
Zusammengesetztes Perfekt: L’ho conosciuto vent’anni fa. – „Ich habe ihn vor 20 Jahren kennengelernt (und wir sind noch Freunde).“
Historisches Perfekt: Fu una bella donna. – „Sie wurde eine schöne Frau.“ (ingressiv – „begann zu sein“)
Imperfekt: Era una bella donna. – „Sie war eine schöne Frau.“ (durativ – „war damals“)
In der Umgangssprache ist das historische Perfekt im Süden üblicher als das zusammengesetzte Perfekt. In der Toscana und in Mittelitalien haben die beiden Tempora verschiedene Funktionen; diese Differenzierung ist in die Literatursprache eingegangen.

##### Historisches Plusquamperfekt(trapassato remoto)
Diese Form (das Plusquamperfekt mit dem Hilfsverb im historischen Perfekt) verwendet man heutzutage nur noch in schriftlicher Form. Das trapassato remoto ist auch nur dann zulässig, wenn die im Nebensatz beschriebene Handlung unmittelbar vor der darauffolgenden Handlung im Hauptsatz (im passato remoto) erfolgte; weiters muss Subjektsgleichheit vorliegen. Wenn eine dieser beiden Bedingungen nicht erfüllt ist, findet das trapassato prossimo für den Nebensatz Anwendung.
Quando ebbe finito, uscì di casa. – „Als er (eben) fertig war, ging er aus dem Haus.“

#### Konditional(condizionale)
Das Konditional dient zur Wiedergabe bedingter Vorgänge. Es ist der Modus, der die Folge im hypothetischen Bedingungssatz ausdrückt. In Hauptsätzen dient es vornehmlich als Höflichkeitsform oder zum Ausdruck des Wunsches.
Es gibt einen Konditional I (condizionale semplice oder presente) und einen Konditional II (condizionale passato oder composto).
Ti avrei telefonato, se non avessi dimenticato il tuo numero. – „Ich hätte dich angerufen, wenn ich deine Nummer nicht vergessen hätte.“
Vorrei rivederti. – „Ich möchte dich wiedersehen.“
Potrebbe darmi il suo numero di telefono? – „Könnten Sie mir Ihre Telefonnummer geben?“
In Pressemeldungen werden Aussagen, bei denen sich der Autor nicht festlegen möchte, manchmal im Konditional wiedergegeben:
I due presidenti s’incontrerebbero domani a Camp David. – „Die beiden Präsidenten sollen sich („werden sich wohl“) morgen in Camp David treffen.“
Der Konditional II dient außerdem zur Wiedergabe einer Handlung, die in Bezug auf einen vergangenen Vorgang in der Zukunft liegt:
Sapevo che avresti fatto una figuraccia. – „Ich wusste, dass du dich blamieren würdest.“

#### Konjunktiv(congiuntivo)
Mit dem Konjunktiv drückt man als persönlich betrachtete, nicht tatsächliche oder ungewisse Vorgänge aus, in ihm werden Unsicherheit, Möglichkeit, Wunsch, Sorge und Furcht verdeutlicht. Er findet sich vorwiegend in Nebensätzen. Dabei ist die Verwendung des Konjunktivs an bestimmte Konjunktionen oder bei Nebensätzen auch an einige Verben zwingend gebunden.
Benché sia tardi, ti voglio vedere – „Obwohl es spät ist, will ich dich sehen.“
Credo che sia troppo tardi – „Ich glaube, dass es zu spät ist.“
Non so come sia questo film – „Ich weiß nicht, wie dieser Film ist.“
Si dice che sia abbastanza avaro – „Man sagt, er sei ziemlich geizig.“
Ti seguo dovunque sia – „Ich folge dir, wo immer es sei (wohin auch immer).“
Im Aussagesatz beschreibt der Konjunktiv einen Wunsch:
Così sia! – „So sei es!“
Im Gegensatz zum Deutschen spielt der Konjunktiv im Italienischen bei der Wiedergabe der indirekten Rede keine Rolle.
Der Konjunktiv Imperfekt und Plusquamperfekt dient außerdem in Bedingungssätzen zum Ausdruck der hypothetischen Bedingung, die Folge (im Hauptsatz) steht im Konditional:
Se tu fossi saggio, non lo manderesti via – „Wenn du weise wärest, würdest du ihn nicht fortschicken.“
Se fosse venuto in tempo, avremmo potuto cenare insieme – „Wenn er rechtzeitig gekommen wäre, hätten wir zusammen zu Abend essen können.“
Im Aussagesatz beschreibt der Konjunktiv Imperfekt einen irrealen Wunsch:
Potessi vederlo – „Könnte ich ihn nur sehen!“
Fossimo andati via! – „Wären wir nur gegangen!“

#### Imperativ(imperativo)
Der italienische Imperativ kennt Formen für alle Personen und Numeri außer der 1. Person Singular, da die dritte Person als Höflichkeitsform ebenfalls zur Ansprache von Personen dient. Hier werden Formen des Konjunktivs Präsens verwendet. Zur Verneinung der Form der 2. Person Singular verwendet man den Infinitiv.
Vieni qua! – „Komm her!“
Non mi rompere le palle! – „Raub mir nicht die Nerven!“
Andiamo via! – „Gehen wir weg!“
Scusi, per favore! – „Entschuldigen Sie bitte.“
Si accomodi! – „Machen Sie [Sg.] es sich bequem!“
Accomodatevi! – „Machen Sie [Pl.] es sich bequem!“

### Konjugation der einfachen Zeiten
Folgende Regeln gelten für alle Zeiten:
- Befindet sich ein i vor der Infinitivendung, so wird dieses vor einem i einer Endung fallengelassen, ist es nicht betont.
- Ein Präfix ändert nichts an der Konjugation (zum Beispiel sostenere wie tenere, provvedere wie vedere, proporre wie porre usw.)

#### Indicativo
Präsens (presente)
|          | -are z. B. parl-are | -gare / -care z. B. pag-are / cerc-are | -ere z. B. cad-ere | -gliere z. B. racco-gliere | -durre z. B. tra-durre | -ire z. B. part-ire / cap-ire | -parire z. B. appa-rire |
| io       | -o                  | -o                                     | -o                 | -lgo                       | -duco                  | -o / -isco                    | -io                     |
| tu       | -i                  | -hi                                    | -i                 | -gli                       | -duci                  | -i / -isci                    | -ri                     |
| lui, lei | -a                  | -a                                     | -e                 | -glie                      | -duce                  | -e / -isce                    | -re                     |
| noi      | -iamo               | -hiamo                                 | -iamo              | -gliamo                    | -duciamo               | -iamo                         | -riamo                  |
| voi      | -ate                | -ate                                   | -ete               | -gliete                    | -ducete                | -ite                          | -rite                   |
| loro     | -ano                | -ano                                   | -ono               | -lgono                     | -ducono                | -ono / -iscono                | -iono                   |

Unregelmäßige Verben:
|          | fare machen | stare stehen | dare geben | andare gehen | spegnere löschen u. a. | porre legen, setzen, stellen | trarre wehen, ziehen | muovere bewegen | parere glauben, scheinen | piacere gefallen | cuocere kochen | sedersi s. setzen | dovere sollen, müssen |  |
| io       | faccio      | sto          | do         | vado         | spengo                 | pongo                        | traggo               | muovo           | paio                     | piaccio          | cuocio         | mi siedo          | devo                  |  |
| tu       | fai         | stai         | dai        | vai          | spegni                 | poni                         | trai                 | muovi           | pari                     | piaci            | cuoci          | ti siedi          | devi                  |  |
| lui, lei | fa          | sta          | dà         | va           | spegne                 | pone                         | trae                 | muove           | pare                     | piace            | cuoce          | si siede          | deve                  |  |
| noi      | facciamo    | stiamo       | diamo      | andiamo      | spegniamo              | poniamo                      | traiamo              | m(u)oviamo      | paiamo                   | piacciamo        | cuociamo       | ci sediamo        | dobbiamo              |  |
| voi      | fate        | state        | date       | andate       | spegnete               | ponete                       | traete               | m(u)ovete       | parete                   | piacete          | cuocete        | vi sedete         | dovete                |  |
| loro     | fanno       | stanno       | danno      | vanno        | spengono               | pongono                      | traggono             | muovono         | paiono                   | piacciono        | cuociono       | si siedono        | devono                |  |

|          | potere können, dürfen | sapere wissen | volere wollen | compiere beenden | morire sterben | dire sagen | riempire füllen | uscire ausströmen |  |
| io       | posso                 | so            | voglio        | compio           | muoio          | dico       | riempio         | esco              |  |
| tu       | puoi                  | sai           | vuoi          | compi            | muori          | dici       | riempi          | esci              |  |
| lui, lei | può                   | sa            | vuole         | compie           | muore          | dice       | riempie         | esce              |  |
| noi      | possiamo              | sappiamo      | vogliamo      | compiamo         | moriamo        | diciamo    | riempiamo       | usciamo           |  |
| voi      | potete                | sapete        | volete        | compite          | morite         | dite       | riempite        | uscite            |  |
| loro     | possono               | sanno         | vogliono      | compiono         | muoiono        | dicono     | riempiono       | escono            |  |

|          | tenere halten | venire kommen | rimanere bleiben | valere wert sein | salire einsteigen |  |
| io       | tengo         | vengo         | rimango          | valgo            | salgo             |  |
| tu       | tieni         | vieni         | rimani           | vali             | sali              |  |
| lui, lei | tiene         | viene         | rimane           | vale             | sale              |  |
| noi      | teniamo       | veniamo       | rimaniamo        | valiamo          | saliamo           |  |
| voi      | tenete        | venite        | rimanete         | valete           | salite            |  |
| loro     | tengono       | vengono       | rimangono        | valgono          | salgono           |  |

Imperfekt (imperfetto)
|          | -are z. B. parl-are | -ere z. B. cad-ere | -ire z. B. part-ire / cap-ire |
| io       | -avo                | -evo               | -ivo                          |
| tu       | -avi                | -evi               | -ivi                          |
| lui, lei | -ava                | -eva               | -iva                          |
| noi      | -avamo              | -evamo             | -ivamo                        |
| voi      | -avate              | -evate             | -ivate                        |
| loro     | -avano              | -evano             | -ivano                        |

Unregelmäßige Verben:
Die kontrahierten (zusammengezogenen) Verben verwenden die unkontrahierte alte Form:
- -durre als -ducere: -ducevo, -ducevi usw.
- (-)porre als (-)ponere: (-)ponevo, (-)ponevi usw.
- (-)trarre als (-)traere: (-)traevo, (-)traevi usw.
- fare als facere: facevo, facevi usw.
- dire als dicere: dicevo, dicevi usw.
- bere als bevere: bevevo, bevevi usw.

Historisches Perfekt (passato remoto)
|          | -are z. B. parl-are | -ere(1) z. B. vend-ere | -ire z. B. part-ire / cap-ire |
| io       | -ai                 | -ei, -etti             | -ii                           |
| tu       | -asti               | -esti                  | -isti                         |
| lui, lei | -ò                  | -é, -ette              | -ì                            |
| noi      | -ammo               | -emmo                  | -immo                         |
| voi      | -aste               | -este                  | -iste                         |
| loro     | -arono              | -erono, -ettero        | -irono                        |

(1) Die meisten Verben der e-Konjugation bilden den passato remoto unregelmäßig, z. B. cadere > caddi; scrivere > scrissi; tenere > tenni; etc.

In diesem Fall gelten die Endungen -i für die 1. P. Sg, -e für die 3. P. Sg. und -ero für die 3. P. Pl. Alle anderen Formen sind regelmäßig. Völlig unregelmäßig hingegen ist essere (fui, fosti, fu, fummo, foste, furono).
Futur I (futuro semplice)

Das Futur I setzt sich zusammen aus dem Infinitiv ohne -e und folgenden Endungen:
- -ò
- -ai
- -à
- -emo
- -ete
- -anno

Es gibt jedoch einige Änderungen beim Stamm:
- Die Verben auf -are werden zu -er + Endung, außer bei fare, dare, stare.
- Um die Aussprache zu erhalten, wird bei den Verben auf -gare und -care ein -h eingeschoben.
- Bei den Verben auf -giare und -ciare entfällt das -i.

|          | -are z. B. parlare | -ere z. B. cadere | -ire z. B. partire |
| io       | parlerò            | cad(e)rò          | partirò            |
| tu       | parlerai           | cad(e)rai         | partirai           |
| lui, lei | parlerà            | cad(e)rà          | partirà            |
| noi      | parleremo          | cad(e)remo        | partiremo          |
| voi      | parlerete          | cad(e)rete        | partirete          |
| loro     | parleranno         | cad(e)ranno       | partiranno         |

Unregelmäßige Verben:
- essere (sarò, sarai, sarà, saremo, sarete, saranno)
- bere (berrò, berrai, berrà, berremo, berrete, berranno)
- rimanere (rimarrò, rimarrai, rimarrà, rimarremo, rimarrete, rimarranno)
- tenere (terrò, terrai, terrà, terremo, terrete, terranno)
- valere (varrò, varrai, varrà, varremo, varrete, varranno)
- venire (verrò, verrai, verrà, verremo, verrete, verranno)
- volere (vorrò, vorrai, vorrà, vorremo, vorrete, vorranno)

Die folgenden Verben entsprechen regelmäßiger Bildung + Entfernen des letzten Vokals des Infinitivstammes (vor dem r):
- avere (avrò, avrai, avrà, avremo, avrete, avranno)
- andare (andrò, andrai, andrà, andremo, andrete, andranno)
- potere (potrò, potrai, potrà, potremo, potrete, potranno)
- sapere (saprò, saprai, saprà, sapremo, saprete, sapranno)
- vedere (vedrò, vedrai, vedrà, vedremo, vedrete, vedranno)
- vivere (vivrò, vivrai, vivrà, vivremo, vivrete, vivranno)

#### Congiuntivo
Der Konjunktiv wird in untergeordneten Nebensätzen verwendet, um Unsicherheit und Zweifel auszudrücken. Einige Konjunktionen fordern zwingend den Konjunktiv (z. B. benché (obwohl), affinché (damit)). Ein verneintes Verb im Hauptsatz fordert oft den Konjunktiv im Nebensatz, da eine Meinung zum Ausdruck kommt (Non so quanto io debba pagare – Ich weiß nicht, wie viel ich bezahlen muss.) Im „wenn“-Satz (Irrealis der Gegenwart) steht im übergeordneten Satz der Konditional, im untergeordneten der Konjunktiv Imperfekt. (Se tu venissi, mangeremmo insieme – wenn du kämest, äßen wir zusammen.) Außerdem ist er als Imperativ der 3. Person in Gebrauch. (Scusi – er möge entschuldigen – entschuldigen Sie).
Präsens
|          | -are Bsp. parlare | -ere Bsp. cadere | -ire Bsp. partire / capire |
| io       | -i                | -a               | -a / -isca                 |
| tu       | -i                | -a               | -a / -isca                 |
| lui, lei | -i                | -a               | -a / -isca                 |
| noi      | -iamo             | -iamo            | -iamo                      |
| voi      | -iate             | -iate            | -iate                      |
| loro     | -ino              | -ano             | -ano / -iscano             |

Unregelmäßige Verben:
Fast alle Verben gehen von der 1. Ps. Singular des Indikativ Präsens aus, außer:
- essere (sia, siamo, siate, siano)
- avere (abbia, abbiamo, abbiate, abbiano)
- sapere (sappia, sappiamo, sappiate, sappiano)
- stare (stia, stiamo, stiate, stiano)
- dare (dia, diamo, diate, diano)
- dovere (debba, dobbiamo, dobbiate, debbano)
- fare (faccia, facciamo, facciate, facciano)
- andare (vada, andiamo, andiate, vadano)

Imperfekt
|          | -are Bsp. parlare | -ere Bsp. cadere | -ire Bsp. partire / capire |
| io       | -assi             | -essi            | -issi                      |
| tu       | -assi             | -essi            | -issi                      |
| lui, lei | -asse             | -esse            | -isse                      |
| noi      | -assimo           | -essimo          | -issimo                    |
| voi      | -aste             | -este            | -iste                      |
| loro     | -assero           | -essero          | -issero                    |

Unregelmäßige Verben:
Auch der Konjunktiv Imperfekt geht bei der Bildung der zusammengezogenen Formen von der alten Form aus (siehe Indikativ Imperfekt), außer:
- stare (stessi, stessi, stesse, stessimo, steste, stessero)
- dare (dessi, dessi, desse, dessimo, deste, dessero)
- compiere (compissi, compissi, compisse, compissimo, compiste, compissero)

#### Condizionale
Präsens

Das Condizionale der Gegenwart hat immer den gleichen Stamm wie das Futur. Das gilt auch für die Ausnahmen. Nur die Endungen ändern sich:
- -ei
- -esti
- -ebbe
- -emmo
- -este
- -ebbero

|          | -are Bsp. parlare | -ere Bsp. cadere | -ire Bsp. partire |
| io       | parlerei          | cadrei           | partirei          |
| tu       | parleresti        | cadresti         | partiresti        |
| lui, lei | parlerebbe        | cadrebbe         | partirebbe        |
| noi      | parleremmo        | cadremmo         | partiremmo        |
| voi      | parlereste        | cadreste         | partireste        |
| loro     | parlerebbero      | cadrebbero       | partirebbero      |

Für die unregelmäßigen Verben siehe Futur.

#### Imperativo
|                  | -are Bsp. parlare | -ere Bsp. cadere | -ire Bsp. partire / capire |
| tu               | -a                | -i               | -i / -isci                 |
| voi              | -ate              | -ete             | -ite                       |
| Höflichkeitsform | -i                | -a               | -a / -isca                 |

Hinweis: Der verneinte Imperativ in der zweiten Person Singular ist der Infinitiv: Parla (Sprich!), Non parlare (Sprich nicht!)
Die Höflichkeitsform entspricht immer dem Congiuntivo Presente der Personen im Singular.

#### Gerundio
| -are Bsp. parlare | -ere Bsp. cadere | -ire Bsp. partire / capire |
| -ando             | -endo            | -endo                      |

Zusammengezogene Verben gebrauchen ihren alten Infinitiv, siehe Imperfetto.

#### Participio
Das Partizip Präsens (Aktiv) wird praktisch nur in attributiver Form benutzt.
Das Partizip Perfekt (Passiv) wird zur Bildung der zusammengesetzten Verbformen benutzt und wird teilweise (im Passiv oder bei direktem Objekt) dekliniert.
|                  | -are Bsp. parlare | -ere Bsp. cadere | -ire Bsp. partire / capire |
| Partizip Präsens | -ante             | -ente            | -ente                      |
| Partizip Perfekt | -ato              | -uto             | -ito                       |

### Zusammengesetzte Zeiten
Die Zusammengesetzten Zeiten bestehen aus den Hilfsverben essere oder avere in den einfachen Zeiten und dem Partizip Perfekt. Eine Übersicht:
| Einfache Zeit          | + Partizip Perfekt | Zusammengesetzte Zeit  |
| Presente               |                    | Passato Prossimo       |
| Futuro semplice        |                    | Futuro anteriore       |
| Passato remoto         |                    | Trapassato Remoto      |
| Condizionale Presente  |                    | Condizionale Passato   |
| Congiuntivo Presente   |                    | Congiuntivo Passato    |
| Congiuntivo Imperfetto |                    | Congiuntivo Trapassato |

#### essereoderavere
Mit essere konjugiert werden:
- alle reflexiven Verben
- Verben der (eigenen) Bewegung und des Zustandes (zum Beispiel andare, venire, cadere, essere, …)
- unpersönliche Verben (zum Beispiel nevicare, piovere, …)
- die Verben durare, costare, bastare, servire
- Verben, die sich auf das Subjekt si (man) beziehen

Mit avere konjugiert werden:
- die meisten nicht reflexiven Verben
- alle Verben mit direktem Objekt
- Verben der Bewegung, die die Bewegungsart bezeichnen (zum Beispiel sciare, correre, viaggiare, …)

Mit avere oder essere konjugiert werden:
- cominciare, finire, terminare, iniziare, cambiare

(mit essere wenn kein direktes Objekt vorhanden ist, mit avere, wenn der Satz ein direktes Objekt enthält).
- passare

(mit essere im Sinne von „verbringen“ oder „vorübergehen“ [temporal], mit avere im Sinne von „vorbeifahren“)
- Modalverben (potere, dovere, volere) in Verbindung mit einem Infinitiv
  - Grundregel: Entscheidend ist, mit welchem Hilfsverb das nachstehende Verb im Infinitiv allein konjugiert würde. Verwendet es essere, wird auch die Konstruktion mit dem Modalverb mit essere konjugiert, Entsprechendes gilt für avere.

(leggere – ho letto – ho dovuto leggere; andare – sono andato – sono dovuto andare; venire – sono venuto – sono potuto venire)
  - Allerdings wird heute bei intransitiven Verben, die dem Modalverb folgen, sowohl avere als auch essere verwendet:

(Ho dovuto uscire oder Sono dovuto uscire).
  - In Verbindung mit unbetonten Personalpronomen (mi, ti, si, ci, vi) muss unterschieden werden: Steht das Pronomen vor dem Hilfsverb, verwendet man essere, steht es nach dem Infinitiv, verwendet man avere:

(Non si è voluto alzare. – Non ha voluto alzarsi)
  - Ist das Verb im Infinitiv essere, benützt man das Hilfsverb avere:

(Ha voluto essere la più bella.)

#### Die Angleichung des Partizips
- Verben, die mit avere konjugiert werden, passen ihr Partizip Perfekt einem direkten Objekt an, wenn es vor dem Verb steht. Bei indirekten Objekten wird nicht angeglichen.

Li ho visti.
La foto che ho fatta è stupenda.
Non gli ho telefonato.
- Verben, die mit essere konjugiert werden und nicht reflexiv sind, passen ihr Partizip Perfekt dem Subjekt an.

Mi dispiace che lei sia partita.
Le scarpe sono costate troppo.
Non si sono cambiati molto.
- Verben, die mit essere konjugiert werden und reflexiv sind, passen ihr Partizip Perfekt einem direkten Objekt an, wenn es vor dem Verb steht. Dieses direkte Objekt kann das Reflexivpronomen sein, muss aber nicht.

Lei si è lavata.
Lei si è lavate le mani.
Loro si sono arrabbiati.
- Verben, die sich auf das Subjekt si beziehen, passen ihr Partizip Perfekt an das Objekt des Satzes an. Wird das Verb auch ohne die si-Konstruktion mit essere konjugiert, so endet das Partizip Perfekt auf -i oder – in sehr seltenen Fällen – auf -e.

Si è scritto molto su questo film.
Si è partiti alle nove.
Si è andate via.

## Das Substantiv
Morphologisch bildet das italienische Substantiv ausschließlich eine Pluralform aus. Die Kasus-Funktionen werden mithilfe von Präpositionen gebildet. Reste eines Dativs haben sich nur in einigen Pronomina erhalten.

### Grammatisches Geschlecht
Das Italienische kennt zwei grammatische Geschlechter (Genera), das maskuline und das feminine. Substantive mit der Endung auf -o sind in der Regel maskulin, mit der Endung -a in der Regel feminin. Substantive mit der Endung -e können entweder maskulin oder feminin sein. Dennoch kann man bei diesen Substantiven mit typischen Endungen feststellen, ob diese maskulin oder feminin sind (beispielsweise -tore → maskulin; z. B. imperatore oder -tà → feminin; z. B. felicità aus lat. felicitas oder città aus lat. civitas).
Ausnahmen bilden männliche Konstruktionen mit -a. Dies sind in der Regel Lehnwörter aus anderen Sprachen, wie zum Beispiel dem Altgriechischen, die ihren Klang beibehalten sollen.
Beispiele sind poeta ‚Dichter‘ (altgriechische Herkunft) oder barista ‚Barmann‘. Bei Letzterem handelt es sich um ein Suffix -ista, das im Italienischen (wie in anderen romanischen Sprachen, vgl. spanisch el periodista ‚der Journalist‘) dazu benutzt wird, eine Berufsgruppe zu bezeichnen.
Auch boia ‚Henker‘ geht auf das Altgriechische zurück, wenn auch auf Umwegen.
Es gibt auch weibliche Konstruktionen mit -o, wie 'mano' (vgl. spanisch). la mano destra, ‚die rechte Hand‘.

### Pluralbildung
Substantive, deren Singular-Endung auf -o lautet (fast ausschließlich maskulin), ändern ihre Endung im Plural auf -i:
- il treno ‚Zug‘ – i treni
- la mano ‚Hand‘ – le mani

Feminine Substantive, die im Singular auf -a enden, ändern ihre Endung auf -e:
- la spiaggia ‚Strand‘ – le spiagge
- la regista ‚Regisseurin‘ – le registe
- la prostituta ‚Prostituierte‘ – le prostitute

Eine nicht geringe Anzahl italienischer Substantive endet im Singular auf -e, im Plural auf -i:
- il signore (m) ‚Herr‘ – i signori
- la notte (f) ‚Nacht‘ – le notti

Einige Substantive auf -o bilden den Plural mit -a (selten -e) und werden im Plural zu Feminina. Sie sind meist aus lateinischen Neutra hervorgegangen und bezeichnen häufig paarweise vorkommende Körperteile:
- il braccio (m) ‚Arm‘ – le braccia (f), daneben i bracci (m) ‚Flussarme‘
- il paio (m) ‚Paar‘ – le paia (f)

Maskuline Substantive, die auf -a enden und männliche Lebewesen bezeichnen, bilden den Plural auf -i:
- il poeta (m) ‚Dichter‘ – i poeti
- il regista (m) ‚Regisseur‘ – i registi

Einige weibliche Substantive auf -(i)e behalten diese Endung im Plural
- la serie (f) ‚Serie‘ – le serie

Substantive, die auf -u, -i oder Konsonant enden, sowie endbetonte und abgekürzte Substantive und einige Sonderfälle haben im Singular und im Plural die gleiche Endung:
- la virtù (f) ‚Tugend‘ – le virtù
- l’università (f) ‚Universität‘ – le università
- la crisi (f) ‚Krise‘ – le crisi

- il gas ‚Gas‘ – i gas

- la città (f) ‚Stadt‘ – le città

- l’auto (f) ‚Auto‘ – le auto

- il boia (m) ‚Henker‘ – i boia
- il boa (m) ‚Boa‘ – i boa

### Ableitungen vom Substantiv(alterazione)
Das Italienische kennt mehrere Ableitungs-Suffixe zum Substantiv. Die entsprechenden Suffixe können bisweilen kombiniert werden.
- Diminutiv

Endungen -ino/-ina, -etto/-etta, -ello/-ella
- Augmentativ

Endungen -one (Das entsprechende Substantiv ist ausschließlich Maskulinum), -oni/-ona
- Pejorativ

Endung -accio/-accia
- Vezzeggiativo (Verniedlichungsform)

Endung -uccio/-uccia
Beispiele
- spago ‚Schnur‘, spaghetti ‚Schnürchen, Spaghetti‘
- canna ‚Rohr‘, cannella ‚Zimt‘, cannone ‚Kanone‘, cannuccia ‚Trinkhalm‘
- donna ‚Frau‘, donnetta ‚Weiblein‘ [einfache Frau], donzella ‚Fräulein‘, donnone ‚Mannweib‘, donnaccia ‚Weibstück‘
- Pietro ‚Peter‘, Pierino, Petruccio', Pitichino ‚Peterchen‘, Pitichinaccio ‚böses Peterchen‘

## Syntax
Hauptsatz

Die Wortstellung im italienischen Hauptsatz entspricht der einer SVO-Sprache:
La madre scrive una lettera. – „Die Mutter schreibt einen Brief.“
Da der Kasus, anders als im Deutschen, nicht am Substantiv markiert wird, kann man oft nur anhand der Wortstellung Subjekt und Objekt erkennen:
L'avvocato chiama l'assistito. – „Der Anwalt ruft den Klienten an.“
Bei ditransitiven Verben steht das direkte Objekt vor dem indirekten:
La madre scrive una lettera al figlio. – „Die Mutter schreibt einen Brief an ihren Sohn.“
Um ein Satzelement hervorzuheben, kann man die Wortstellung verändern. Hierbei wird das hervorgehobene Element entweder an den Satzanfang oder das -ende gestellt:
Ha chiamato l'avvocato. – „Der Anwalt hat angerufen.“
Al figlio la madre scrive una lettera. – „An ihren Sohn schreibt die Mutter einen Brief.“
La madre scrive al figlio una lettera. – „Einen Brief schreibt die Mutter an ihren Sohn.“